# Winchester (Massachusetts)
Winchester is een plaats (town) in Middlesex County, Massachusetts, Verenigde Staten. In 2007 had de plaats een inwonertal van 20.810. Winchester ligt enkele kilometers ten noorden van Boston.

## Partnerstad
- Saint-Germain-en-Laye

## Bekende inwoners
- Lars Ahlfors, Fins wiskundige
- Allan McLeod Cormack, Amerikaans natuurkundige. Winnaar van de Nobelprijs voor de Fysiologie of Geneeskunde (1979).
- Yo-Yo Ma, Cellist.
- Richard R. Schrock, Amerikaans scheikundige. Winnaar van de Nobelprijs voor de Scheikunde (2005).
- Claude Shannon, Amerikaans wiskundige en elektrotechnicus.
- Richard Stolzman, klarinettist.
- Maribel Vinson, kunstschaatsster.

## Externe link

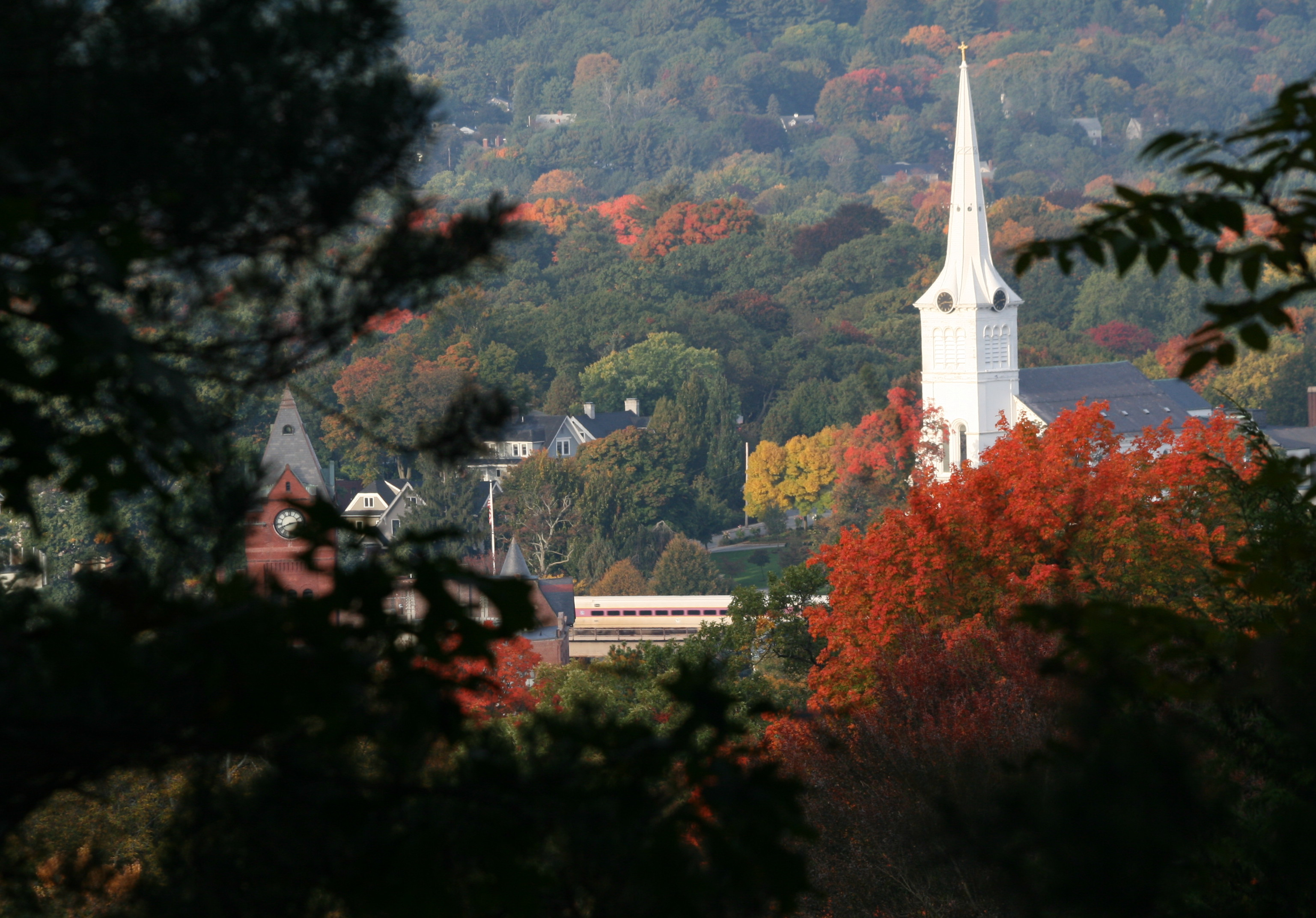
Winchester in de herfst